# Drosophila tetrachaeta
Drosophila tetrachaeta este o specie de muște din genul Drosophila, familia Drosophilidae, descrisă de Angus în anul 1964. Conform Catalogue of Life specia Drosophila tetrachaeta nu are subspecii cunoscute.